# Chmielewszczyzna (gmina Daugieliszki Nowe)
Chmielewszczyzna (lit. Milašiai) – wieś na Litwie, w okręgu uciańskim, w rejonie ignalińskim, w gminie Daugieliszki Nowe.
Dawniej używana nazwa – Chumelewszczyzna.

## Historia
W czasach zaborów wieś w gminie Daugieliszki, w powiecie święciańskim, w guberni wileńskiej Imperium Rosyjskiego. W 1866 roku miała 4 dusze rewizyjne, należała do dóbr skarbowych Dawiliszki. W 1905 roku liczyła 11 mieszkańców, 32 dziesięciny.
W dwudziestoleciu międzywojennym zaścianek leżał w Polsce, w województwie wileńskim, w powiecie święciańskim, w gminie Daugieliszki.
W 1931 w 2 domach zamieszkiwało 12 osób.
Miejscowość należała do parafii rzymskokatolickiej w Daugieliszkach. Podlegała pod Sąd Grodzki w Święcianach i Okręgowy w Wilnie; właściwy urząd pocztowy mieścił się w Ignalinie.